# Condylostylus bicolor
Condylostylus bicolor är en tvåvingeart som först beskrevs av Friedrich Hermann Loew 1861.  Condylostylus bicolor ingår i släktet Condylostylus och familjen styltflugor.
Artens utbredningsområde är North Carolina. Inga underarter finns listade i Catalogue of Life.